# Wołodymyr Kyjanczenko
Wołodymyr Hryhorowycz Kyjanczenko, ukr. Володимир Григорович Киянченко, ros. Владимир Григорьевич Киянченко, Władimir Grigorjewicz Kijanczienko (ur. 12 marca 1941, Ukraińska SRR, zm. 21 maja 2011 w Kijowie, Ukraina) – ukraiński piłkarz, grający na pozycji pomocnika, trener piłkarski.

## Kariera piłkarska
W 1962 rozpoczął karierę piłkarską w drużynie amatorskiej Szachtar Watutine, a w następnym roku został zaproszony do drugoligowego Arsenału Kijów. W 1964 przeszedł do Polissia Żytomierz.

## Kariera trenerska
Karierę szkoleniowca rozpoczął po zakończeniu kariery piłkarza. W 1967 roku rozpoczął pracę w Republikańskiej Wyższej Szkole Kultury Fizycznej, a w 1972 roku równolegle z pracą w szkole został mianowany na stanowisko głównego trenera juniorskiej reprezentacji Ukraińskiej SRR, którą kierował aż do upadku Związku Radzieckiego. W tym czasie jego zawodnicy czterokrotnie zwyciężyli w ogólnoradzieckiej Spartakiadzie Szkolnej i 4 razy wygrali w turnieju "Juność". Podczas pracy w RUFK szkolił wielu renomowanych graczy, takich jak Iwan Jaremczuk, Pawło Jakowenko, Ołeh Taran, Serhij Krakowski, Wałentyn Kriaczko, Andrij Fedecki, Witalij Kosowski i inni.
Po uzyskaniu niepodległości przez Ukrainę kontynuował pracę w juniorskiej reprezentacji Ukrainy. W 1994 roku z piłkarzami drużyny narodowej Ukrainy do lat 16 zdobył brązowy medal na juniorskich mistrzostwach Europy, które odbyły się w Irlandii. To był pierwszy poważny sukces ukraińskich piłkarzy na arenie międzynarodowej.
W Republikańskiej Wyższej Szkole Kultury Fizycznej pracował aż do śmierci, prowadząc oddział piłki nożnej. Ponadto, od kilku sezonów jako delegowany Federacji Futbolu Ukrainy obsługiwał mecze w drugiej lidze mistrzostw Ukrainy.
21 maja 2011 zmarł w Kijowie w wieku 71 lat. Został pochowany na Cmentarzu Bajkowa.

## Sukcesy i odznaczenia

### Sukcesy trenerskie
Ukraina U-16
- brązowy medalista Juniorskich Mistrzostw Europy: 1994

### Odznaczenia
- tytuł Zasłużonego Trenera Ukrainy
- tytuł Zasłużonego Pracownika Kultury Fizycznej i Sportu Ukrainy